# Gymnostachyum insulare
Gymnostachyum insulare là một loài thực vật có hoa trong họ Ô rô. Loài này được Ridl. mô tả khoa học đầu tiên năm 1912.